# Diözese Chelmsford

Wappen

Die Diözese Chelmsford ist eine Diözese der Church of England in der Province of Canterbury. Ihr Sitz ist die Kathedrale von Chelmsford in Chelmsford. Bischöfin ist seit 2021 Guli Francis-Dehqani als Nachfolger von Stephen Cottrell, der 2020 zum Erzbischof von York ernannt wurde.

## Gebiet
Das Gebiet der Diözese umfasst Essex (Essex und die Londoner Boroughs Waltham Forest, Redbridge, Havering, Newham und Barking).
Die Weihbischöfe von Barking und Colchester unterstützen in der ganzen Diözese, sind aber wie der Diözesanbischof für jeweils eine der drei Episcopal Areas verantwortlich.
Archidiakonate gibt es in Barking, Chelmsford, Colchester, Harlow, Southend, Stansted und West Ham.

## Geschichte
Lange gehörte das Diözesangebiet zum Bistum London. Es wurde 1846 an die Diözese Rochester abgegeben. 1877 wurden Essex and Hertfordshire von dieser Diözese wieder abgetrennt, um die Diözese St Albans zu bilden. Ein Suffragansitz in Chelmsford bestand bereits seit 1882. Die Diözese wurde am 23. Januar 1914 aus Teilen der Diözese St Albans gebildet. 